# لوسین بودار
لوسین بودار (به فرانسوی: Lucien Bodard)؛ (۹ ژانویه ۱۹۱۴–۲ مارس ۱۹۹۸) نویسنده و روزنامه‌نگار قرن بیستم میلادی اهل فرانسه است.
لوسین بودار برنده چندین جایزه ادبی فرانسه شد. از جمله جایزه انترالیه برای «آقای کنسول» (به فرانسوی: Monsieur le consul) و جایزه گنکور برای «آن ماری» (به فرانسوی: Anne Marie). آخرین کتاب او «سگ مائو» (به فرانسوی: Le chien de Mao)، دربارهٔ جیانگ چینگ همسر سوم مائو تسه تونگ، در سال ۱۹۹۸ سالی که درگذشت منتشر شد.
او در ۲ مارس ۱۹۹۸ درگذشت و مقبره وی در گورستان مون‌پارناس، پاریس است.